# HD 72673
HD 72673，又名CD-31 6229，SAO 199352、HR 3384，是一颗恒星，视星等为6.38，位于銀經252.29，銀緯4.98，其B1900.0坐标为赤經8h 28m 57.2s，赤緯-31° 4.98′ 52″。